# Peter Aalbæk Jensen

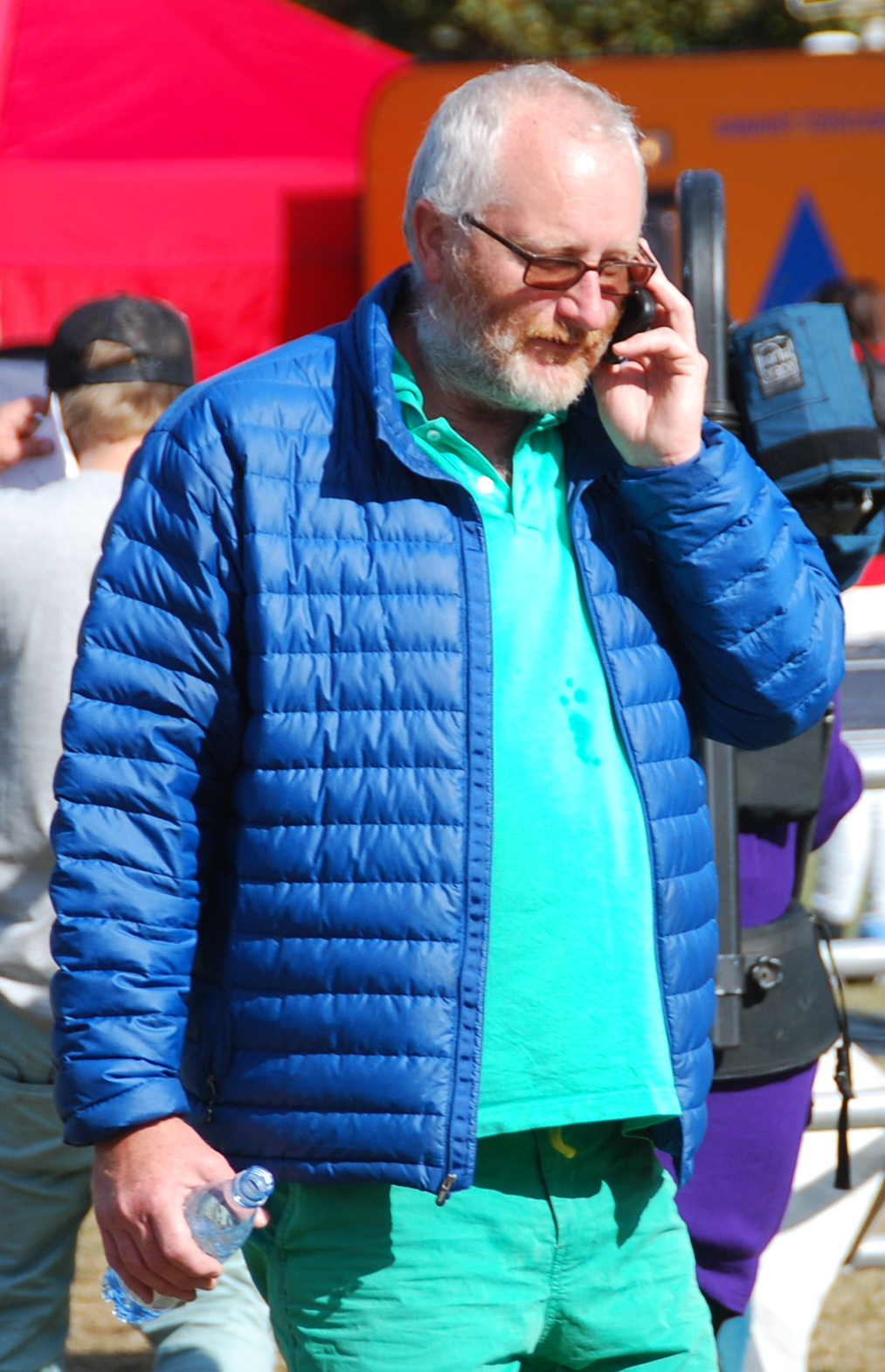
Peter Aalbæk Jensen (2010)

Peter Aalbæk Jensen (* 8. April 1956 in Osted, Seeland, Dänemark) ist ein dänischer Filmproduzent.

## Leben
Aalbæk Jensen wuchs in einem evangelischen Pfarrhaus auf. Er ist ein Sohn des Schriftstellers und lutherischen Pfarrers Erik Aalbæk Jensen.
1992 gründete er mit dem Regisseur Lars von Trier die dänische Produktionsgesellschaft Zentropa. Die Produktionsgesellschaft ist Dänemarks größte Filmgesellschaft.
Peter Aalbæk Jensen hat mittlerweile über 50 Filme produziert. Er ist neben seiner Tätigkeit als Filmproduzent der Filme von Lars von Trier auch als Produzent für weitere Regisseure tätig, unter anderem produzierte er auch Italienisch für Anfänger von Lone Scherfig und Kleine Missgeschicke von Annette K. Olesen.
Im Jahre 2008 war Jensen Jurymitglied der TV-Show Got Talent. 2008 gehörte Peter Aalbæk Jensen zu den Ehrengästen der 50. Nordischen Filmtage Lübeck. Einer seiner bekanntesten Filme ist Sturm.
Peter Aalbæk Jensen erhielt im Jahr 2005 für sein Wirken als Filmproduzent gemeinsam mit Lars von Trier den Douglas Sirk Preis.
Im November 2017 wurde im Zuge von MeToo (Hashtag) berichtet, dass neun Frauen sexuelle Belästigung und Mobbing am Arbeitsplatz durch Jensen bei Zentropa und bei Weihnachtsfeiern öffentlich machten.

## Filmografie (Auswahl)
- 1996: Breaking the Waves
- 2000: Liebe in Blechdosen
- 2000: Dancer in the Dark
- 2003: Das Erbe (Arven)
- 2003: Wilbur – Das Leben ist eins der schwersten
- 2003: Dogville
- 2005: Manderlay
- 2009: Sturm (Storm)
- 2009: Antichrist
- 2010: Die Wahrheit über Männer
- 2012: Into the White
- 2013: Erbarmen (Kvinden i buret)